# Primicerius
Det latinske udtryk primicerius, på græsk primikērios (πριμικήριος), var en titel der blev brugt i slutningen af Romerrigets tid og i det Byzantiske Rige. Titlen blev givet til lederne af de administrative afdelinger, og den blev også brugt i kirkelige sammenhæng som betegnelse for ledere af kirkens administration. 
Etymologisk stammer ordet fra primus in cera, det vil sige in tabula cerata, det første navn på en liste over embedsmænd, typisk skrevet på en vokstavle.

## Civil og militær brug
Titlen blev skabt i Dominatets administration, hvor der var adskillige primicerii (primikērioi på græsk). Ved hoffet var der en primicerius sacri cubiculi (i Byzantiet primikērios for kouboukleion), der havde ansvar for kejserens sovegemakker, og som i de fleste tilfælde var eunuk. Titlen blev også givet til andre med direkte ansvar over for kejseren, som lederen af de kejserlige finanser (eidikon), eller af de kejserlige lagre (inklusive guld og sølv) (vestiarion). Andre primicerii stod i spidsen for paladsets forskellige administrative afdelinger (scrinia), med titler som notarii eller primicerius notariorum (notarioi eller taboularioi i den Byzantinske udgave).
I den sene romerske hær var primicerius en rang under den militære tribunus over den militære senator. Betegnelsen er bedst dokumenteret for de tropper, der gjorde tjeneste direkte under hoffet, især den kejserlige garde. I det fjerde til sjette århundrede var der primicerii som ledede protectores domestici("vagtstyrkerne") og Scholae Palatinae, der var den beredne del af Prætorianergarden. Der stod også primicerii i spidsen for rigets våbensmedjer, der lige som Scholae hørte direkte under magister officiorum, der fungerede som en slags indenrigs- og sikkerhedsminister. Der var også primicerii i stabene hos de regionale hærchefer (duces), samt ved nogle af hærens enheder. I den senere byzantinske epoke, under Komnenos dynastiet, var der primikērioi som kommandanter for regimenterne omkring kejserpaladset, Manglabitai, Vardariotai, Vestiaritai og Varangon.
I slutningen af det 11. århundrede oprettes titler megas prim[m]ikērios ("Stor-Primicerius"). Den rangerede højt i hoffets hierarki og indehaveren fungerede som ceremonimester indtil 1300-tallet. Titlen som Prim[m]ikērioi fandtes fortsat frem til det Byzantinske Riges undergang i 1453.

## Kirkelig brug
I kirkelig sammenhæng blev titlen givet til lederne af Notarii, som havde en central plads i administrationen af Romerkirken i senantikken og den tidlige middelalder.
Når unge præster blev samlet på skoler i de forskellige distrikter for at lære om deres gerning, blev de fra det femte eller sjette århundrede også ledet af en primicerius. Der findes således en inskription fra 551 fra Lyon, der nævner "Stephanus primicerius scolae lectorum servientium in ecclesia Lugdunensi". Isidor af Sevilla skriver om primicerius' pligter over for præsterne i "Epistola ad Ludefredum". Stillingen som primicerius medførte også en vis indflydelse på, hvordan liturgien udviklede sig.
Reglerne for præstestandens virke var i denne periode udformet af den frankiske biskop Chrodegang og af Amalarius af Metz. Her rangerede primicerius under ærkediakonen og ærkepresbyteren, og skulle holde opsyn med liturgien. På den måde fik primicerius en særlig stilling, sammenlignet med det tidligere virke som leder af undervisningen.
I den Ortodokse kirke, blev titlen dels brugt til lederne af notarioi og taboularioi i kirkens administration, dels til lederne af undervisningen i den kirkelige gerning.
I nutidens Russisk-ortodokse kirke har begrebet primicerius (primikirii) en anden betydning, idet det bruges om en ung præst, der holder en fakkel eller et levende lys foran en biskop under gudstjenesten. Han går også foran i processioner, hvilket kan forklare brugen af ordet, hvor anden del kan læses som voks, ikke i en liste, men i et lys.